# Por siempre (álbum del Binomio de Oro)
Por siempre es el vigésimo trabajo discográfico del Binomio de Oro grabado por la compañía discográfica Codiscos. Dicha grabación fue publicada un mes después del asesinato del cantante Rafael Orozco Maestre el 14 de julio de 1992.

## Canciones
1. Azuquita, azuquita (Orángel "Pangue" Maestre) 4:22
2. El adiós (Julio César Oñate) 3:58
3. Sé que volverás (Gustavo Gutiérrez) 5:02
4. Un solo corazón (Aníbal Velázquez) 4:29
5. América en carnaval (Israel Romero) 4:45 interpretada por El Binomio de Oro con Wilfrido Vargas.
6. Recorriendo a Venezuela (Israel Romero) 4:37
7. Sólo quise ser feliz (José Alfonso "Chiche" Maestre) 4:51
8. A ritmo cha cun cha (Israel Romero) 4:04
9. Sanjuanerita (Hernando Marín) 4:39
10. Mi álbum de canciones (Rafael Manjarres) 3:44

- Datos: Q49835602